# Джорогов, Артемий Георгиевич
Артемий Георгиевич (Арутюн Геварганович) Джорогов (29 марта 1882, Александрополь — 1938, Горький) — русский и советский инженер-архитектор.
Работал над проектом первого Ленинградского крематория, а так же над строительством фабрик-кухонь в Ленинграде. Был главным архитектором и начальником архитектурно-планировочного управления Горьковского городского совета.

## Биография
Родился 29 марта 1882 года в городе Александрополе в семье титулярного советника.
По окончании Третьей Тифлисской гимназии Артемий Георгиевич Джорогов переехал в Санкт-Петербург, где учился на Юридическом факультете императорского Санкт-Петербургского университета, но так его и не закончил.
В 1903 году Арутюн Джорогов подал документы в Институт гражданских инженеров и был зачислен на первый курс. Находясь на втором курсе, Джорогов поступил в рисовальную школу Общества поощрения художеств, основанную в 1820 году И. А. Гагариным, П. А. Кикиным, А. И. Дмитриевым-Мамоновым с целью содействовать развитию изящных искусств, распространению художественных познаний, образованию художников и скульпторов.
Окончил институт в 1912 году, за лучшие архитектурные проекты ему была вручена Золотая медаль.
После окончания института Джорогов был отправлен в командировку по теме «Византийские первоисточники — влияние на образование древнерусского церковного зодчества. Изучение путей, по которым это влияние распространялось». В ходе командировки он побывал в Греции, Турции, Италии, Германии, Испании. Программа командировки молодого инженера была интересной и многообразной:

1. Общее знакомство с архитектурными произведениями западной Европы, Германии, Италии, Греции, Испании.
2. Подробное изучение архитектуры всего Балканского полуострова и, главным образом, церковной архитектуры Болгарии и Сербии.
3. Ближайшее изучение архитектуры народов Малой Азии и Кавказа — арийской, халдейской, грузинской и армянской.— 

В 1907 году, будучи студентом третьего курса, Артемий Джорогов просил разрешение на вступление в брак с дочерью действительного статского советника Ернуи Григорьевной Тиграновой. После развода с Е. Г. Тиграновой женился на Анне Витоль. В браке с Анной Витоль у Джорогова родилось два сына — Константин (ок. 1924 г. рождения) и Юрий (1926—1998).
Дважды был судим, первый раз по подозрению в убийстве ростовщика и ювелира Пугипова, второй раз по подозрению в убийстве своей сожительницы Кузнецовой Марии Дмитриевны.
В 1936 году переехал в город Горький, где являлся главным архитектором и начальником архитектурно-планировочного управления Горьковского городского совета. Скончался в 1938 году в городе Горький.

## Начало карьеры
Свою проектировочную деятельность Джорогов начал еще до революции. Первой его крупной работой была перепланировка дома Н. В. Чайковского на Невском, д. 67 в кинотеатр в 1909 году.
С 1910 года Джорогов был занят на строительстве церкви «Спаса на Водах» (в память моряков, погибших в войне с Японией), как помощник архитектора Мариана Перетятковича.
27 октября 1910 года ему были пожалованы «запонки съ вензелевым изображением имени Её Величества» за помощь в строительстве храма. А в 1911 году по повелению «Ее Величеств королевы Эллинов» Ольги Константиновны — орден св. Станислава третей степени.
Принимал участие в конкурсе на постройку храма в честь трехсотлетия дома Романовых в 1910 году, на котором он получил второе место.
В 1912 году принимал участие в конкурсе на постройку храма в Мургабском Государевом имении.

## Советский период
В 1919 году президиумом Петросовета рассматривался проект первого советского крематория. 19 февраля 1919 года была создана «Постоянная комиссия по постройке Первого государственного крематория и морга в Петрограде».
Организаторы создали представительную комиссию, куда вошли: профессор С.Баниге от Совнархоза, инженеры В.Малейн и В.Бекташев от Комиссариата внутренних дел, доктор С.Каменцер от Комиссариата здравоохранения и инженер Н.Мухин от Комгорхоза. Председателем комиссии был назначен член коллегии Комиссариата внутренних дел Борис Гитманович Каплун. А. Г. Джорогов, находясь в тюрьме, принимал участие в конкурсе со своим архитектурным и инженерным проектом под названием «Жертва». По итогам первого конкурса в мае-июне 1919 года первое место занял проект И. А. Фомина «К Небу», А. Г. Джорогов получил второе место. 10 сентября 1919 года было проведено голосование в ходе которого было принято постановление:

1. Принять проект гражданского инженера А. Джорогова.
2. Место постройки: Обводный канал, № 17.
3. Постройка (проведение в жизнь) поручается Постоянной комиссии по постройке крематориума при отделе управления.— 

После этого постановления А. Г. Джорогов был выпущен из тюрьмы, с целью работы над крематорием.
Но проект так и не был воплощен в жизнь, было построено только временное здание для трупосожжения на месте бывших бань на углу Камской улицы и 14-й линии Васильевского острова, дом 95-97.
В 1928 году четырьмя выпускниками Академии художеств А. Барутчевым, И. Гельтером, И. Меерзоном и Я. Рубанчиком был создан филиал АРУ (общество архитекторов-урбанистов), в который так же входил выпускник Института Гражданских Инженеров А. Джорогов, который работал над всеми проектами вместе с архитекторами. В конце 1920-х годов обществом архитекторов-урбанистов (АРУ) был разработан проект постройки фабрик-кухонь. Наиболее значительными коллективными работами членов Ленинградской группы АРУ являются фабрики-кухни, построенные в Выборгском , Василеостровском, Володарском (Невском) и Кировском районах Ленинграда.
Выборгская фабрика-кухня была построена в 1928 году, Невская фабрика-кухня в 1928—1929, Нарвская фабрика-кухня в 1930, Василеостровская фабрика-кухня в 1930—1931 год.

## Проекты и постройки
- Перепланировка дома 67 на Невском (1909, Санкт-Петербург);
- Строительстве церкви Спас-на-Водах (1911, Санкт-Петербург);
- Конкурсный проект храма в честь трехсотлетия дома Романовых (1910);
- Конкурсный проект храма в Мургабском Государевом имении (1912);
- Конкурсный проект крематория (1919);
- Строительство Выборгской фабрики-кухни (1928, Ленинград);
- Строительство Невской фабрики-кухни (1928—1929, Ленинград);
- Строительство Нарвской фабрики-кухни (1930, Ленинград);
- Строительство Василеостровской фабрики-кухни (1930—1931, Ленинград).